# بايكه.كوم
دوين بايكه (بالصينية: 抖音百科؛ البينيين: dǒu yīn bǎi kē)، سابقًا هودونج وهوودونج ( (بالصينية: 互动百科) )، هي شبكة اجتماعية ربحية وموسوعة صينية مملوكة لشركة بايت دانس. وهي واحدة من أكبر الويكيات في الصين، إلى جانب بايدو بايكه.

## التاريخ
تأسست بايكه.كوم في عام 2005 على يد الرئيس التنفيذي بان هايدونج، الذي عاد إلى الصين بعد حصوله على درجة الدكتوراه في هندسة الأنظمة من جامعة بوسطن في عام 2002.
طورت شركة بايكه.كوم، وهي إحدى شركات RedHerring 100 Asia لعام 2007، منصة برمجيات ويكي الخاصة بها، والتي تسمى HDWiki، كمنافس لبرنامج ميدياويكي. يتمتع النظام ببعض الميزات التفاعلية المشابهة للشبكات الاجتماعية، مثل ملف تعريف المستخدم والأصدقاء والمجموعات. قُدم الإصدار الأول في نوفمبر 2006، وبحلول نوفمبر 2007 حل الإصدار 3 مع وظائف وميزات إضافية ومزيد من الاستقرار.
يعد برنامج HDWiki مجانيًا للاستخدام غير التجاري، وقد نُزل 200000 مرة ويدعم حاليًا أكثر من 1000 موقع ويب آخر في الصين (حتى ديسمبر 2007)، ويتكون معظمها من باحثين في مجال التقنية، ومجموعات برمجيات، والحكومة، والجامعات، وطلاب المدارس الثانوية.[بحاجة لمصدر]
في عام 2011، أُعلن أن شركة Draper Fisher Jurvetson استثمرت 15 مليون دولار في بايكه.كوم.
في 22 فبراير 2011، قدمت شركة بايكه.كوم شكوى إلى إدارة الدولة للصناعة والتجارة تطلب مراجعة سلوك شركة بايدو، متهمة إياها بالاحتكار.
في ديسمبر 2012، قامت الشركة بتغيير اسمها الإنجليزي من هودونج إلى Baike.com.
في عام 2019، استحوذت شركة بايت دانس على الشركة.

## السمات
Baike.com هو موقع ويكي ويسمح لمستخدميه بتحرير المواد والمساهمة بها. يمكن للمستخدمين تجميع النقاط القابلة للاستبدال بالهدايا. وقد تضمنت أيضًا ميزات مواقع التواصل الاجتماعي، بما في ذلك منتديات الدردشة ومجموعات المعجبين. بايكه.كوم هي شركة ربحية مدعومة جزئيًا بالإعلانات وخدمات الدعم المدفوعة.